# Milkcow Blues Boogie
«Milkcow Blues Boogie» — третий сингл американского певца Элвиса Пресли, вышедший в январе 1955 года. Заглавная песня была импровизацией композиции «Milk Cow Blues» негритянского блюзмена Кокомо Арнольда 1934 года. Песня начинается как медленный блюз, затем Пресли обрывает мелодию, заявляя: «Погодите, ребята, что-то это не заводит меня. Давайте-ка на этот раз действительно что-нибудь новое», после чего песня возобновляется в другом темпе.
На обратной стороне сингла помещена песня «You’re a Heartbreaker», написанная Джеком Сэлли, театральным управляющим, после того, как он услышал, что продюсер Пресли Сэм Филлипс ищет свежий материал для звезды своего лейбла.

## Другие версии
«Milk Cow Blues» Арнольда исполняло множество музыкантов — от блюза до рока, — в то время как версии собственно «Milkcow Blues Boogie» встречаются реже. В 1992 году Скотти Мур — оригинальный участник записи песни Пресли — и Карл Перкинс записали «Milkcow Blues Boogie» для своего совместного альбома «706 ReUnion». Британская рок-группа The Kinks делала кавер для своего третьего студийного альбома The Kink Kontroversy